# Єлизавета Яворович

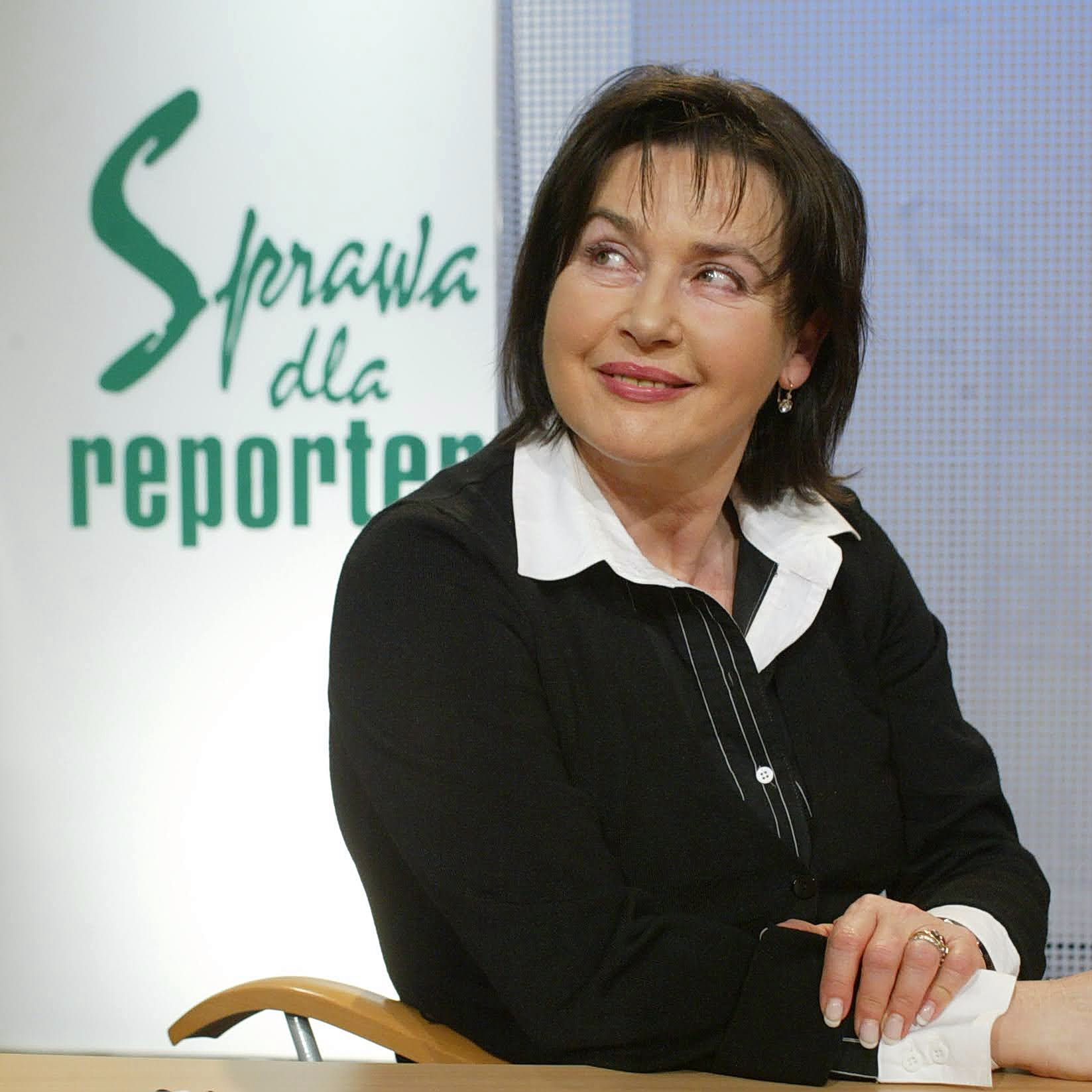
Ельжбета Яворович під час дня відкритих дверей на TVP у 2003 році

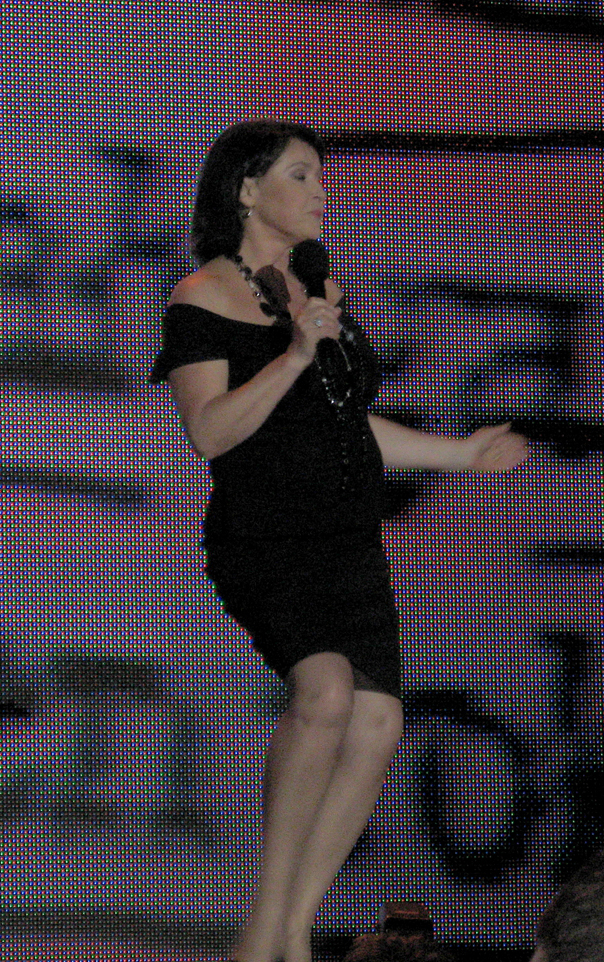
Єлизавета Яворович, 2007

Єлизавета Яворович, до шлюбу Латавець (нар. 31 березня 1946, Ніско) — польська журналістка, авторка інтервенційної програми «Випадок для репортера», яку транслює TVP.

## Біографія
Донька Броніслава Яворович. Виросла в Стальовій Волі. Випускниця філологічного факультету (єврейська філологія) Варшавського університету. У 1976 році закінчила заочне вище професійне училище виробництва телевізійних програм при Кіношколі в Лодзі ім. Леона Шиллера.
На телебачення потрапила студенткою через конкурс, організований Telewizji Spraw Młodych. Деякий час була ведучою «Fashion Corner» (Модний куточок) на TVP. З 1980-х веде «Справу репортера» на TVP1.
У 1995 році однією з перших була нагороджена грамотою «Бенемеренті», а у 2001 році польовий єпископ Польського Війська генерал Sławoj Leszek Głódź нагородив її медаллю «Milito Pro Christo».
Була тричі одружена. Другим чоловіком був автогонщик Лех Яворович. Нинішній чоловік — полковник Євгеніуш Млечак, колишній речник міністерства національної оборони Польщі .

## Нагороди
2 листопада 1999 року нагороджена Срібним Хрестом Заслуги.

## Фільмографія
- 1985: «Громадянин Тур» — режисерія
- 1983: «На узбіччі» — режисерія

## Нагороди
- 2022: «Телекамера» в номінації Журналіст 25-річчя[6]
- 2021: Премія громадських медіа[7]
- 2009: Супервиктор за життєві досягнення
- 2007: Антипремія 2007 журналістів з Малопольщі за брак журналістської достовірності в реалізації матеріалу про готель на вул. Szeroka в Кракові
- 2004: Bene Merenti та Sharp Pen Award — спеціальна нагорода Business Center Club
- 2001: «Телекамера» в номінації «Публіцистика» за програму " Кейс для репортера ".
- 2000: «Телекамера» в номінації «Публіцистика» за програму " Кейс для репортера ".
- 1999: «Телекамера» в номінації «Публіцистика» за програму " Кейс для репортера ".
- 1992: Лауреат Віктора
- 1985: Бронзовий коник для «Громадянина Тура» в категорії документального фільму на Краківському кінофестивалі
- 1984: Премія Syrena Warszawska Клубу кінокритиків SD PRL за фільм «На узбіччі»
- 1984: Спеціальна нагорода на Фестивалі соціально-політичних фільмів у Лодзі за фільм Na bocznica
- 1984: Бронзовий коник для Na bocznica в категорії телефільмів на Краківському кінофестивалі
- Приз Ксавері та Мечислав Прошинський за найкращого журналіста

## Критика
У 2008 році краківські журналісти нагородили її Антипремією Журналіста за відверто упереджену програму про готель на вул. Широка, 12 у Кракові. Рада з медіаетики визнала обґрунтованими дві скарги на Яворович. В обох випадках вона вважала спосіб реалізації програми упередженим, таким, що не відповідає основним журналістським стандартам і професійній етиці. У 2010 році було зареєстровано Асоціацію «Стоп Ненадійним». Вона об'єднує людей, які почуваються постраждалими від програми Єлизавети Яворович «Випадок для репортера».